# حسگر هدایت دقیق و تصویربردار فروسرخ نزدیک و طیف‌نگار بدون‌شکاف

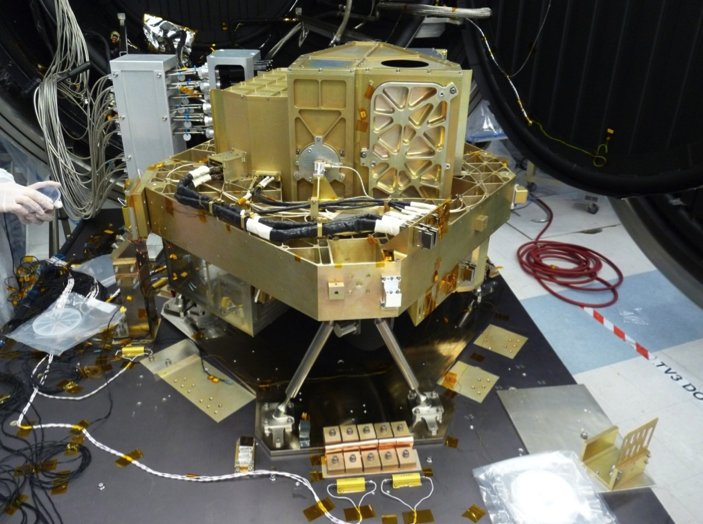
FGS/NIRISS در سال ۲۰۱۶

حسگر هدایت دقیق و تصویربردار فروسرخ نزدیک و طیف‌نگار بدون‌شکاف (انگلیسی: Fine Guidance Sensor and Near Infrared Imager and Slitless Spectrograph) که به اختصار FGS-NIRISS نامیده می‌شود، یکی از ابزارهای نصب‌شده بر روی تلسکوپ فضایی جیمز وب است که شامل یک ابزار علمی و حسگر هدایت و تنظیم دقیق، یک تصویربردار فروسرخ نزدیک و یک طیف‌نگار است. FGS-NIRISS توسط آژانس فضایی کانادا طراحی شد و توسط هانی‌ول به‌عنوان بخشی از پروژه بین‌المللی ساخت یک تلسکوپ فضایی فروسرخ به همراه ناسا و آژانس فضایی اروپا ساخته شد. این ابزار قادر به مشاهده نور در طول‌موج‌های بین ۰٫۸ تا ۰٫۵ میکرومتر است و چهار حالت متفاوت تصویربرداری دارد.